# Ehrenfried Pfeiffer
Ehrenfried Erwin Pfeiffer (* 19. Februar 1899 in München; † 30. November 1961 in Spring Valley, New York, USA) war ein deutsch-amerikanischer Chemiker, Anthroposoph und Pionier der biologisch-dynamischen Landwirtschaft. Auf Pfeiffer geht die Kupferchloridkristallisation nach Pfeiffer und das Verfahren des Rundfilterchromatogramms zurück.

## Leben
Pfeiffer wuchs in Nürnberg auf und kam als 21-Jähriger nach Dornach in der Schweiz, dem damaligen und heutigen Zentrum der Anthroposophie. In Dornach wurde er zeitweise der Fahrer von Rudolf Steiner und installierte im dortigen Goetheanum die Beleuchtungsanlage und eine entsprechende Bühnenbeleuchtung.
Pfeiffer studierte Chemie an der Universität Basel, und 1925 entwickelte er (unter Mitarbeit von Erica Sabarth) die pseudowissenschaftliche Kupferchloridkristallisationsmethode, die zu den bildschaffenden Methoden der Anthroposophie gezählt wird. An einem kalten Wintertag soll er beobachtet haben, dass der Dampf aus einer heißen Kaffeetasse und einer heißen Teetasse an einem kalten Fenster unterschiedliche Eiskristalle erzeugten.
Die Angaben Pfeiffers zur Möglichkeit einer kristallografischen Diagnostik, Hormonoskopie und Schwangerschaftsdiagnose wurden 1936 von dem nachmaligen deutschen KZ-Arzt Sigmund Rascher nachgeprüft.
1938 emigrierte er in die USA. Dort entwickelte er ein Verfahren zur Kompostierung von Großstadtabfällen und betrieb Forschung auf dem Gebiet des biologisch-dynamischen Landbaus. 1956 erfolgte die Habilitation in Ernährungswissenschaft.
1961 starb Pfeiffer in Spring Valley an den Folgen eines Herzinfarkts.

## Veröffentlichungen (in deutscher Sprache)
- Kristalle. Berichte aus den Arbeiten des naturwissenschaftlichen Forschungslaboratoriums am Goetheanum Dornach. Orient-Occident-Verlag, Stuttgart 1930
- Studium von Formkräften an Kristallisationen mit besonderer Berücksichtigung landwirtschaftlicher Gesichtspunkte. Naturwissenschaftliche Sektion der Freien Hochschule für Geisteswissenschaft am Goetheanum, Dornach 1931
- Empfindliche Kristallisationsvorgänge als Nachweis von Formungskräften im Blut. Weise, Dresden 1935
- Die Fruchtbarkeit der Erde, ihre Erhaltung und Erneuerung. Das biologisch-dynamische Prinzip in der Natur. Zbinden & Hügin, Basel 1938
- Praktische Anleitung für den Gebrauch der biologisch-dynamischen Düngerpräparate. Dornach 1938
- Der erfreuliche Pflanzgarten. Anleitung zur Gartenpflege nach der biologisch-dynamischen Wirtschaftsweise (mit Erika Riese). Geering, Basel 1940
  - 11., überarbeitete und erweiterte Auflage 1994, ISBN 3-7235-0486-8
- Gesunde und kranke Landschaft. Metzner, Berlin 1942
- Rudolf Steiners landwirtschaftlicher Impuls. In: Maria Josepha Krück von Poturzyn (Hrsg.): Wir erlebten Rudolf Steiner. Erinnerungen seiner Schüler. Freies Geistesleben, Stuttgart 1956.
- Anleitung für die Kompostfabrikation aus städtischen und industriellen Abfällen. G. Fischer, Stuttgart 1957